# رودني سميث (لاعب كرة قدم أمريكية أمريكي)
رودني سميث (بالإنجليزية: Rodney Smith)‏ هو لاعب كرة قدم أمريكية أمريكي، ولد في 11 مارس 1990 في ميامي في الولايات المتحدة.

## وصلات خارجية
- رودني سميث على موقع مرجع كرة القدم المحترفة.كوم (الإنجليزية)
- رودني سميث على موقع كلية كرة القدم في سبورتس رفرنس.كوم (الإنجليزية)